# Robert Young (Leichtathlet)
Robert Young (Robert Clark „Bob“ Young; * 15. Januar 1916 in Bakersfield; † 3. Februar 2011 ebenda) war ein US-amerikanischer Sprinter, der vor allem im 400-Meter-Lauf antrat.
Beim US-Ausscheidungskampf für die Olympischen Spiele 1936 in Berlin wurde er zwar nur Fünfter, kam aber trotzdem zu einem Einsatz in der 4-mal-400-Meter-Staffel, da die Teammanager die Stafette aus Läufern zusammenstellten, die nicht im Einzelwettkampf angetreten waren. Zusammen mit Harold Cagle, Edward O’Brien und Alfred Fitch gewann er in 3:11,0 min hinter der britischen Stafette die Silbermedaille.
1937 wurde er über 440 Yards US-Vizemeister. Seine persönlichen Bestzeiten über 400 Meter und 440 Yards waren jeweils 47,1 s. 1938 beendete er seine sportliche Karriere nach einer Verletzung.
Robert Young graduierte an der University of California, Los Angeles und arbeitete unter anderem als Buchhalter, bevor er 1955 Winzer in Paso Robles wurde. Er hinterließ Ehefrau Alice, mit der er 71 Jahre verheiratet war, und zwei Söhne.